# Ebbw Vale Steelworks

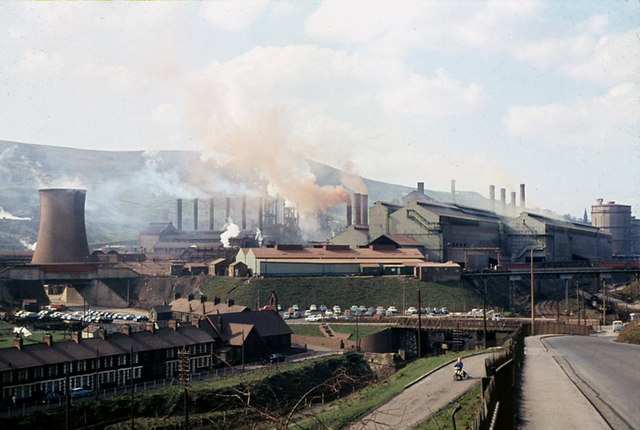
Die Ebbw Vale Steelworks, 1969

Die Ebbw Vale Steelworks waren ein Stahlwerk, das – zunächst als Eisenwerk und am Ende als Werk mit dem Schwerpunkt auf Weißblech und Stahlbeschichtungen – zwischen 1789 und 2002 in der südwalisischen Kleinstadt Ebbw Vale existierte. Entstanden am Nordrand der südwalisischen Kohlefelder, war das Unternehmen zwischen 1796 und 1842 im Besitz der Familie Harford, die das Werk maßgeblich erweiterte. Ab 1844 war das Werk als Ebbw Vale Company organisiert, die regional und sogar bis nach Spanien expandierte. Mitte des 19. Jahrhunderts galt das Werk dabei als technologischer Vorreiter, so baute man beispielsweise frühzeitig ein Stahlwerk ein, das nach dem neuartigen Bessemerverfahren produzierte. Durch die Erweiterung des Unternehmens auf die Kohleindustrie überstand es zwar den Einbruch der Eisenindustrie, wurde dann aber heruntergewirtschaftet, weshalb es zeitweise kurz vor dem Konkurs stand.
Ab 1892 wurde das Unternehmen jedoch modernisiert, sodass es Anfang des 20. Jahrhunderts gut 34.000 Arbeiter beschäftigte. Diese Blütezeit endete Mitte der 1920er-Jahre durch eine schwerwiegende Rezession, durch die das Werk 1929 schließen musste. In den 1930er-Jahren wechselte das mittlerweile als Ebbw Vale Steel, Iron & Coal Company firmierende Unternehmen den Besitzer und es wurde modernisiert und wiedereröffnet, ehe es 1967 verstaatlicht und Teil von British Steel wurde. In den 1970er-Jahren endete die Eisen- und Stahlproduktion und man spezialisierte sich auf die Produktion von Weißblech und Stahlbeschichtungen, was allerdings zu vielen Stellenstreichungen führte. Das mittlerweile wieder privatisierte Unternehmen British Steel musste 1999 fusionieren, ehe 2002 die Ebbw Vale Steelworks aus Wettbewerbsgründen schließen mussten. Das Werk wurde weitestgehend abgebaut; lediglich die ehemalige Unternehmenszentrale steht noch.

## Geschichte
Ebbw Vale liegt in Südwales in einem Tal, in dem es natürliche Vorkommen von verschiedenen Rohstoffen wie Kohle, Eisenerz und Holz, aber auch Kalkstein und Wasser gab. Es war Teil einer Reihe ähnlicher Werke, was durch ihre Lage am nördlichen Rand der South Wales Valleys und des dort existierenden Kohlegebietes bedingt war. 1789 eröffneten in dem Dorf die späteren Ebbw Vale Steelworks, die zunächst Eisen herstellten. Je nach Quelle wird auch 1790 als Eröffnungsjahr genannt. Nach der 1790er-Quelle war eine Personengruppe um Jeremiah Homfray Gründer des Werkes, die es 1796 an die Familie Harford verkaufte. Harford baute das Werk unter anderem mit drei weiteren Hochöfen, auch zum Puddelverfahren, sowie mit Wälzmaschinen zur Schienenherstellung aus. In den 1830er-Jahren wurden auf dem Werksgelände Wohngebäude für die Werksarbeiter errichtet, die sogenannten Lethbridge Terrace, die bis in die 1950er-Jahre hinein bestanden. Nach dem Konkurs der Harfords 1842 wurde das Werk zunächst von Treuhändern und ab 1844 von Abraham Darby IV geführt, der die sogenannte Ebbw Vale Company gründete. Diese expandierte in den folgenden Jahren über Ebbw Vale hinaus und kaufte Minen in Somerset und Spanien sowie verschiedene weitere Werke wie zum Beispiel in Pontypool. Nachdem 1854 und 1855 bereits Experimente in der Herstellung von Stahl durchgeführt worden waren, beauftragte 1857 Robert Forester Mushet die Herstellung der ersten Stahl-Eisenbahnschienen. Dennoch galt das Werk erst ab 1868 als Stahlwerk, als die maschinellen Voraussetzungen für die Stahlherstellung durch das damals neuartige Bessemerverfahren erfüllt worden waren. Vorteilhaft war es, dass dafür phosphorfreies Eisenerz am sinnvollsten war, wie es in der Umgebung von Ebbw Vale vorkam. Von daher gilt es als eines der zu dieser Zeit fortschrittlichsten Werke.

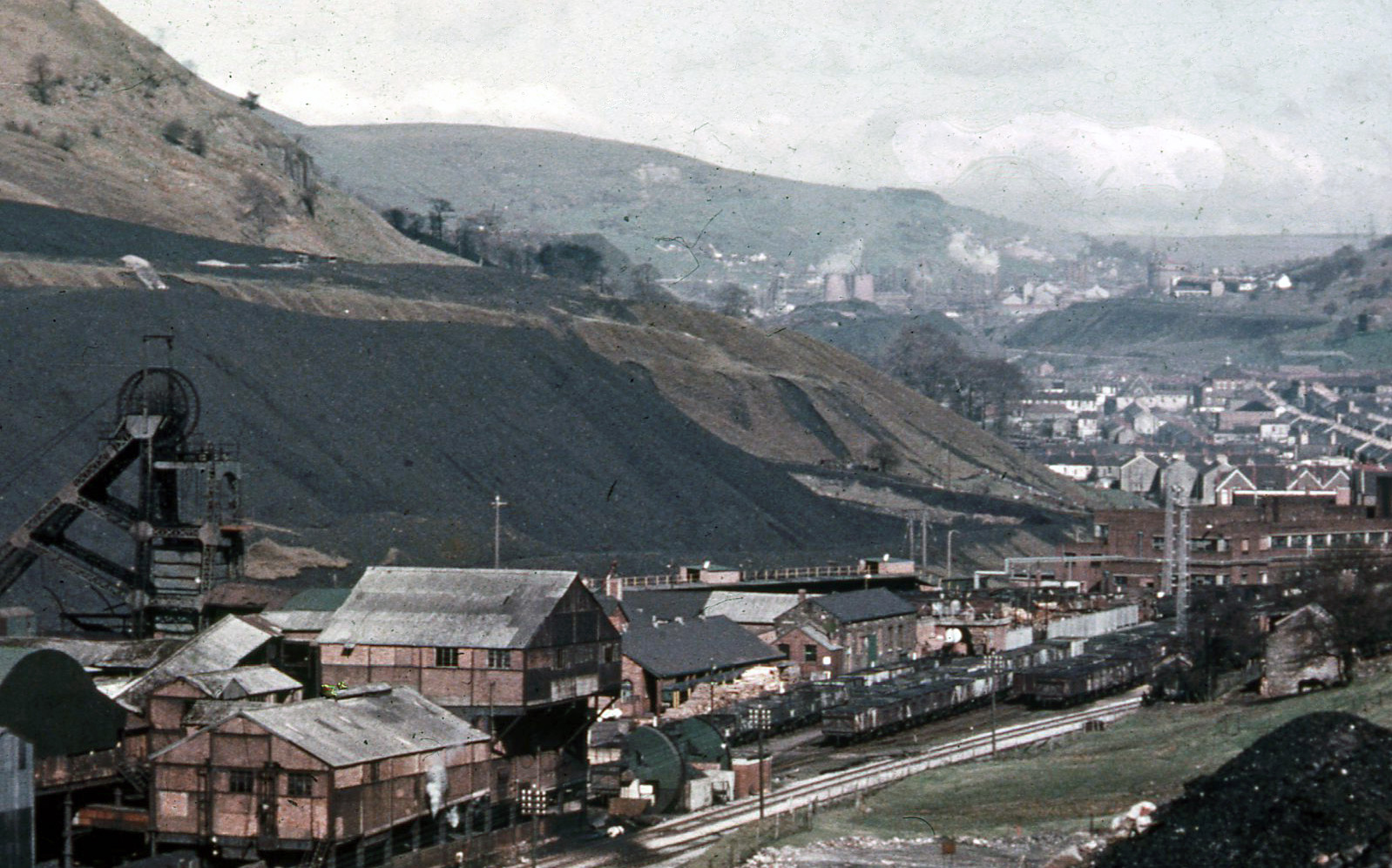
Blick auf Ebbw Vale, 1961

1868 wurde zudem die Ebbw Vale Company in die Ebbw Vale Steel, Iron & Coal Company umgewandelt. Sie überstand den Einbruch des Eisenmarktes in den 1870er-Jahren zwar wegen der frühzeitigen Umstellung auf Stahl, doch nach dem Kauf des Unternehmens durch Bankiers aus Manchester kam es jahrelang zu Misswirtschaft, weshalb viele der zugekauften Werke schließen mussten und das Unternehmen 1892 beinahe zahlungsunfähig war. Vorher hatte man vor allem auf die blühende Kohleindustrie gesetzt und war zu einem der wichtigsten Kohleproduzenten der Region geworden. 1892 ging das Unternehmen an in der Branche tätige Personen über, die es modernisierten und ausbauten. Bis 1912 fand diese Erweiterung statt, wobei die Konzentration weiterhin auf der Kohleindustrie lag und zeitweise bereits die Eisen- und Stahlwerke geschlossen worden waren. In dieser Zeit hatten die Ebbw Vale Steelworks ihre Blütezeit; im Zeitalter Eduards VII. arbeiteten über 34.000 Menschen im Werk. Zwar zerstörte 1915 ein Feuer das betriebseigene Kraftwerk in Victoria südlich von Ebbw Vale, trotzdem wurde aber zwischen 1915 und dem vorzeitigen Baustopp durch den Ersten Weltkrieg 1916 eine neue Unternehmenszentrale errichtet. Eine Nebenwirkung des Feuers war die Verstopfung der Hochöfen mit dem Eisen, das wegen des Elektrizitätsausfalls abkühlte und sich verfestigte. Während des Ersten Weltkriegs, als zahlreiche Arbeiter in den Krieg zogen, diente das Werk als Produktionsstätte von Geschützmunition. Anschließend wurde die Modernisierung des Unternehmens fortgesetzt. Nachdem 1922 ein neuer Höhepunkt an erwirtschaftetem Kapital erzielt worden war, kam es jedoch in den walisischen Grundstoffindustrien einschließlich der Kohleindustrie zu einer Rezession, auch, weil der Absatzmarkt in Übersee für die walisische Kohleindustrie einbrach. Durch die Weltwirtschaftskrise musste 1929 das Unternehmen geschlossen werden, wodurch große Teile der Bevölkerung von Ebbw Vale arbeitslos wurden.

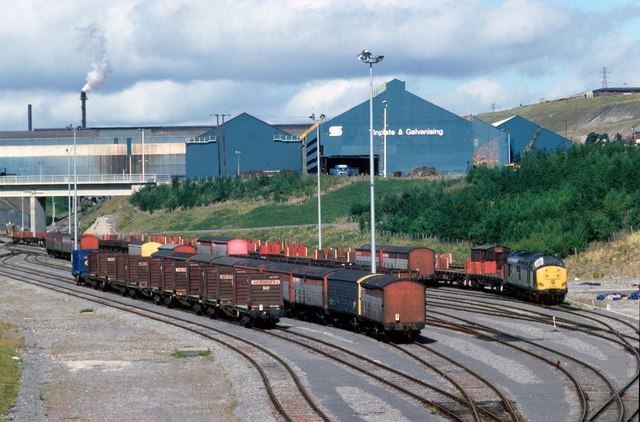
Die Ebbw Vale Steel Works, 1991

1930 war das Werk von Richard Baldwin & Co übernommen worden, bevor das Unternehmen 1935 liquidiert wurde und an die  Partridge Jones and John Paton Ltd überging. 1936 bis 1938 wurde das alte Werk abgerissen und durch ein neues für die Herstellung von Eisen, Stahl und Weißblech ersetzt. In den folgenden Jahrzehnten wurde das Unternehmen fortschreitend modernisiert, aber 1967 verstaatlicht. Im Zuge eines Umbruchs in der Stahlindustrie hin zu mehr Massenumschlag wurde die Herstellung von Eisen und Stahl im Werk zurückgefahren und einige Zeit später das Unternehmen wieder privatisiert, sodass es Teil der British Steel wurde. In den 1970er-Jahren endete in dem über drei Kilometer langen Werk die Produktion von Eisen und Stahl, weshalb der Produktionsprozess umgestellt und die Arbeitskräfte auf die Produktion von Weißblech umgeschult wurden. Dabei wurde es zum Unternehmen mit der größten Produktion von Weißblech im Vereinigten Königreich. Zudem spezialisierte man sich auf die Herstellung von Stahlbeschichtungen. Der Unternehmensumbau resultierte allerdings in erheblichen Stellenstreichungen. Insbesondere die Hochöfen sowie die Warmwalzanlage wurden nicht mehr benutzt. Nach dem vorher weltweiten Export geriet das Unternehmen ab Ende der 1990er-Jahre durch die Stahlkrise in wirtschaftliche Schwierigkeiten. 1999 fusionierte British Steel mit den niederländischen Koninklijke Hoogovens zum neuen Unternehmen Corus. Zwar investierte Corus weiterhin in Ebbw Vale, doch die Produktion wurde durch die billigeren Angebote aus Asien immer weniger konkurrenzfähig. Am 1. Februar 2001 kündigte Corus die Schließung der Ebbw Vale Steelworks an. 780 Arbeitsplätze gingen dadurch verloren; große Teile des Werks wurden demontiert und zu anderen Werken des Unternehmens gebracht. Im Juli 2002 schloss das Werk offiziell, bis Dezember desselben Jahres kümmerte sich aber ein deutlich dezimierter Mitarbeiterstab um die endgültige Abwicklung des Werks. Damit war es das letzte existierende Werk der Region.

## Nachwirkung

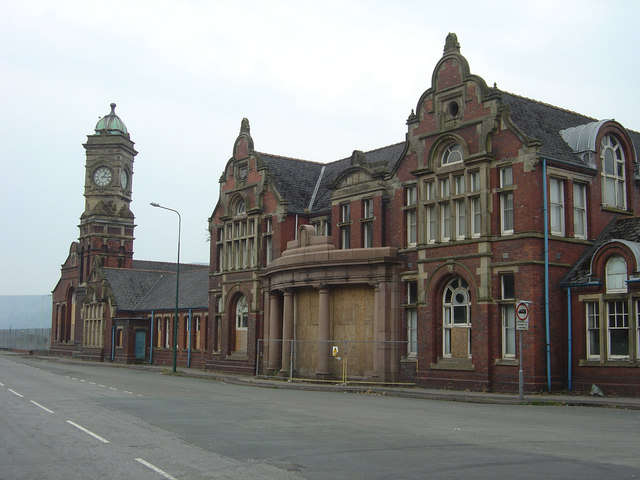
Die ehemalige Unternehmenszentrale des Stahlwerks, heute Ort des Ebbw Vale Works Museums

Das Tal, in dem Ebbw Vale liegt, profitierte insofern von der Schließung, als sich die Umwelt hervortat und es nun deutlich grüner sei als in der Vergangenheit, so die Aussage eines ehemaligen Werksarbeiters. Allerdings beklagte er den Wegzug vieler ehemaliger Kollegen. Die Arbeitslosenquote in der Gegend lag zudem 2016 immer noch bei etwa 12 %, auch wenn im Hinblick auf einen regionalen Strukturwandel unter anderem ein Krankenhaus und eine Universität angesiedelt werden konnten. Eine weitere Idee besteht darin, auf dem ehemaligen Gelände des Werks unter anderem Wildblumen anzusäen und dadurch das Wildleben zu fördern.
Zum 15. Jahrestag der Schließung der Ebbw Vale Steelworks erarbeitete der Fotograf Joseph Murphy eine Fotoserie mit Porträts ehemaliger Beschäftigter. Daraus entstand eine Ausstellung im National Waterfront Museum in Swansea; Teile der Bilder veröffentlichte die BBC zudem auf ihrer Website. Im ehemaligen Gebäude der Unternehmenszentrale, das 2011 erweitert worden war, wurde das Ebbw Vale Works Museum eröffnet, das verschiedene Ausstellungsstücke zur Geschichte der Eisen- und Stahlindustrie in Ebbw Vale zeigt. Des Weiteren befinden sich im Anbau des Gebäudes die Gwent Archives. Die anliegende Straße trägt den Namen Steelworks Road. Im selben Gebäude ist zudem der Ebbw Vale Archival Trust angesiedelt, der sich unter anderem dem Betrieb des Museums und der Sammlung und Bewahrung von Erinnerungsstücken widmet. So gibt es beispielsweise mit Bezug zu den Ebbw Vale Steelworks unter anderem Bilder des Malers Norman Hepple. Zudem wurde im Juli 2002 in Ebbw Vale eine Gedenktafel in Erinnerung an die in den beiden Weltkriegen gefallenen Werksarbeiter enthüllt.